# 聴きたかったダンスミュージック、リキッドルームに
もしかして
- 「聴きたかったダンスミュージック、リキッドルームに」

ではありませんか？